# (527603) 2007 VJ305
(527603) 2007 VJ305, também escrito como (527603) 2007 VJ305, é um corpo celeste que está localizado no disco disperso, uma região do Sistema Solar. Ele possui uma magnitude absoluta de 6,6 e tem um diâmetro estimado com cerca de 211 km.

## Descoberta
(527603) 2007 VJ305 foi descoberto no dia 4 de novembro de 2007 pelos astrônomos A. C. Becker, A. W. Puckett e J. Kubicka.

## Órbita
A órbita de (527603) 2007 VJ305 tem uma excentricidade de 0,815 e possui um semieixo maior de 191 UA. O seu periélio leva o mesmo a uma distância de 35,198 UA em relação ao Sol e seu afélio a 346 UA.